# Кошовий Віктор Іванович
Віктор Іванович Кошови́й (нар. 19 липня 1924, Водяне — пом. 19 березня 2006, Луганськ) — український живописець; член Спілки радянських художників України з 1960 року.

## Біографія
Народився 19 липня 1924 року в селі Водяному (тепер у складі смт Успенки Луганського району Луганської області, Україна). Брав участь у німецько-радянській війні. Нагороджений орденом Вітчизняної війни ІІ ступеня (6 квітня 1985).
1956 року закінчив Ворошиловградське художнє училище (викладачі Мойсей Вольштейн, Тамара Капканець, Олександр Фільберт). Після закінчення навчання працював у Ворошиловградському товаристві художників; у 1964–1984 роках — на художньо-виробничому комбінаті.
Жив у місті Луганську в будинку на вулиці 14-а лінія, 16, квартира 8. Помер у Луганську 19 березня 2006 року.

## Творчість
Працював в галузі станкового живопису, створював портрети, пейзажі, натюрморти. Серед робіт:
- «На просторах нашої Батьківщини» (1958);
- «Потяг пройшов» (1960);
- «Морська прохолода» (1961);
- «Тихо» (1961);
- «У нашому місті» (1961);
- «Донецький кряж» (1961);
- «Морська прохолода» (1961);
- «У Донбасі» (1962);
- «Полудень» (1963);
- «Шахта Лутугінська-Північна» (1964);
- «Донецький пейзаж» (1967);
- «На Луганщині» (1972);
- «На річці Кальміус» (1972);
- «А. Киях» (1974);
- «Доярка Н. Рясна» (1974);
- «У полі» (1981);
- «Колгосп» (1981);
- «Береги Дінця» (1981, картон, олія);
- «Дачне подвір'я» (1982);
- «Сільський пейзаж» (1982);
- «Стежечка у лісі» (1983);
- «Сільська дорога» (1987);
- «Замерзлий Донець» (1987);
- «Весняний день» (1988);
- «На прогулянці» (1988);
- «На випасі» (1989);
- «Пастух» (1990);
- «І знову весна!» (1996, картон, олія);
- «Дорога до дачі» (1998).

Брав участь у всеукраїнських виставках з 1958 року.
Деякі твори зберігаються у Луганському художньому музеї.